# Ramón Cabanillas
Ramón Cabanillas Enríquez (Cambados, 3 giugno 1876 – Cambados, 9 novembre 1959) è stato un poeta spagnolo in lingua gallega.
Fu un poeta in lingua gallega apprezzato soprattutto per i suoi brevi componimenti d'amore.

## Biografia
Studiò nella città natale e a Santiago di Compostela, dove rimase fino all'età di diciassette anni. Ritornò a Cambados dove lavorò come funzionario comunale. Nel 1910 si recò a Cuba e lavorò come amministratore del Teatro Nazionale dell'Avana. A Cuba ebbe contatti con intellettuali galiziani emigrati. Ritornato a Cambados, riprese il lavoro al comune. Ebbe contatti con Antón Vilar Ponte, uno scrittore in lingua gallega, e con le Irmandades da Fala, un'organizzazione nazionalista gallega. Nel 1920 divenne membro della Real Academia Galega e fece un discorso intitolato A Saudade nos poetas galegos ("La tristezza nei poeti galiziani"). Nel 1929 divenne anche membro dell'Accademia spagnola e si trasferì a Madrid. All'inizio della guerra civile spagnola si trasferì a Valencia dove rimase fino alla fine della guerra.

## Opere

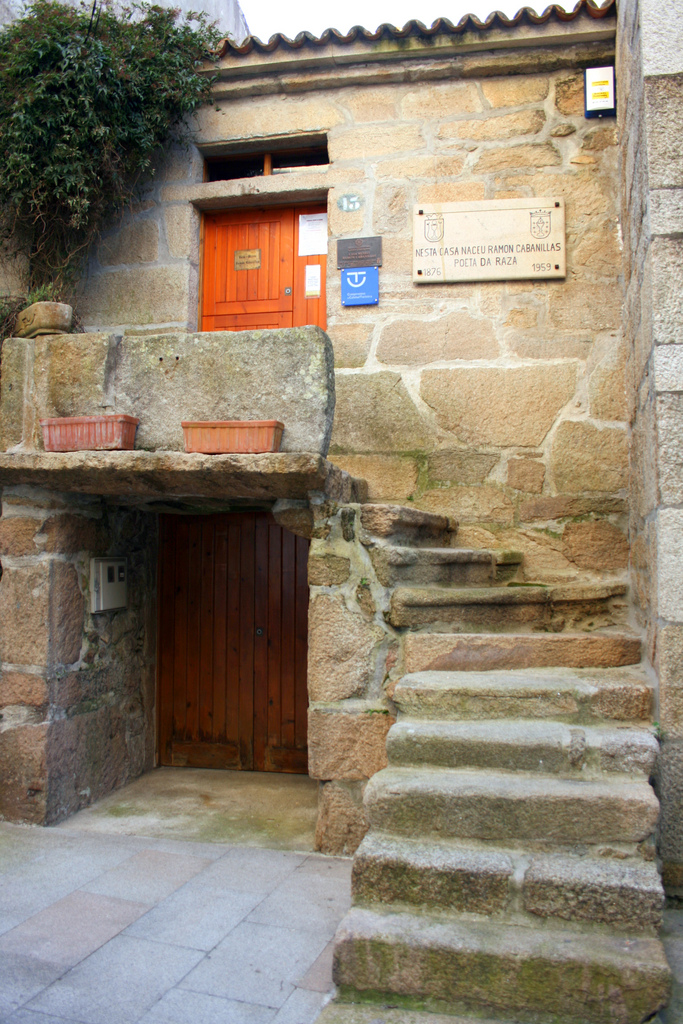
Cambados, Casa natale di Ramón Cabanillas

- No desterro. Visións galegas (1913)
- Vento mareiro (1915)
- Da terra asoballada (1917)
- A man da santiña, Komödie (1921)
- O bendito San Amaro (1926)
- O mariscal (con Antón Vilar Ponte), Dramma (1926)
- A rosa de cen follas. Breviario dun amor (1927)
- Caminos do tempo (1949)
- Romance do cristián e do mouro na Franqueira (1949)
- Antífona da cantiga (1951)
- Da miña zanfona (1954)
- Versos de alleas terras e de tempos idos (1955)
- Macías o namorado (1956)
- Samos (1958)
- Ofrenda das fadas no portal de Belén (1958)
- Romaxes da Franqueira con mais o Romance i o diálogo do mouro i o cristiano (postumo, 1974)
- Poesía galega completa (2009)